# Зачарованная моя (альбом)
«Зачарованная моя» — шестой студийный альбом советской фолк-рок группы «Песняры», выпущенный фирмой «Мелодия» в августе 1983 года.

## Об альбоме
В записи принимали участие: Владимир Мулявин, Александр Демешко, Владислав Мисевич, Анатолий Кашепаров, Игорь Паливода, Валерий Дайнеко, Борис Бернштейн, Игорь Пеня, Аркадий Эскин, Владимир Беляев, Владимир Ткаченко.
Запись пластинки была сделана во время трансляции концерта ансамбля из Государственного Центрального концертного зала в 1982 году. В некоторых изданиях песни «Ой, на моры, на сінім Дунаі» и «Каліна» заменены на «Вино мое зелено» и «А женила мати молодого сына».
Белорусский критик Дмитрий Безкоровайный отметил, что на пластинке «"Песняры" ушли в какой-то странный сплав откровенной советской эстрады с одной стороны и поп-музыки с нотками джаз-рока с другой». По мнению обозревателя Олега Климова, альбом искажён «чудовищно "совковым" перенесением на винил — провалы по вокалам, инструментам», и именно с него группа начала «спуск с горы».

## Список композиций
| №  | Название          | Текст песни         | Музыка               | Вокал              | Длительность |
| -- | ----------------- | ------------------- | -------------------- | ------------------ | ------------ |
| 1. | «Песня про Минск» | Пимен Панченко      | Игорь Лученок        | Владимир Мулявин   |              |
| 2. | «Калядачкі»       | народные            | народная             | Владимир Мулявин   |              |
| 3. | «Я не могу иначе» | Николай Добронравов | Александра Пахмутова | Анатолий Кашепаров |              |
| 4. | «Чарачка»         | Максим Танк         | Владимир Мулявин     | Александр Демешко  |              |

| №  | Название                      | Текст песни       | Музыка        | Вокал           | Длительность |
| -- | ----------------------------- | ----------------- | ------------- | --------------- | ------------ |
| 1. | «Жураўлі на Палессе ляцяць»   | Алесь Ставер      | Игорь Лученок | Игорь Пеня      |              |
| 2. | «Ой, дзе ж мы ходзім»         | народные          | народная      | -               |              |
| 3. | «Ой, на моры, на сінім Дунаі» | народные          | народная      | Валерий Дайнеко |              |
| 4. | «Зачарованная моя»            | Геннадий Буравкин | Игорь Лученок | Валерий Дайнеко |              |

| №  | Название                  | Текст песни | Музыка           | Вокал              | Длительность |
| -- | ------------------------- | ----------- | ---------------- | ------------------ | ------------ |
| 1. | «Ну как тут не смеяться?» | Янка Купала | Владимир Мулявин | -                  |              |
| 2. | «Не гляди на меня»        | Янка Купала | Владимир Мулявин | Анатолий Кашепаров |              |
| 3. | «Разлад»                  | Янка Купала | Владимир Мулявин | Владимир Мулявин   |              |

| №  | Название       | Текст песни                            | Музыка               | Вокал              | Длительность |
| -- | -------------- | -------------------------------------- | -------------------- | ------------------ | ------------ |
| 1. | «Сонет №68»    | Уильям Шекспир (перевод) Самуил Маршак | Виктор Резников      | Игорь Пеня         |              |
| 2. | «Каліна»       | народные                               | народная             | Игорь Пеня         |              |
| 3. | «Слушай, тёща» | Николай Дружининский                   | Александра Пахмутова | Анатолий Кашепаров |              |
| 4. | «Я всё тот же» | Алексей Шанаев                         | Илья Любинский       | Валерий Дайнеко    |              |